# Saint-Philbert-de-Bouaine
Saint-Philbert-de-Bouaine är en kommun i departementet Vendée i regionen Pays de la Loire i västra Frankrike. Kommunen ligger i kantonen Rocheservière som tillhör arrondissementet La Roche-sur-Yon. År 2022 hade Saint-Philbert-de-Bouaine 3 622 invånare.

## Befolkningsutveckling
Antalet invånare i kommunen Saint-Philbert-de-Bouaine
| Referens: INSEE |